# Crypta
I Crypta sono una band death metal brasiliana formatasi a San Paolo nel 2019. La band è composta dalla bassista e cantante Fernanda Lira, dalla batterista Luana Dametto (entrambe ex membri della band thrash metal Nervosa ) e dalla chitarrista Tainá Bergamaschi.

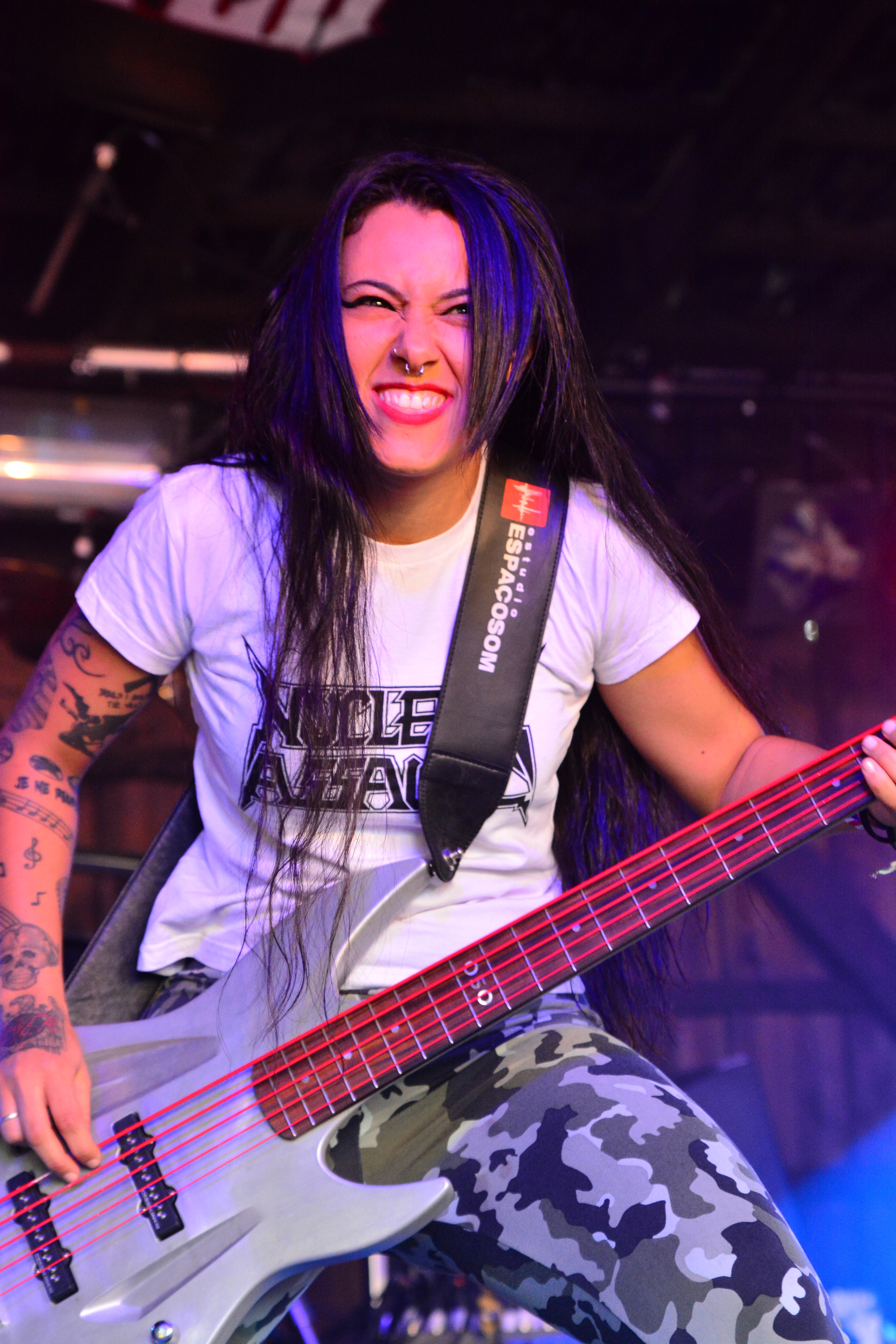
Frontwoman, bassista e cantante solista Fernanda Lira

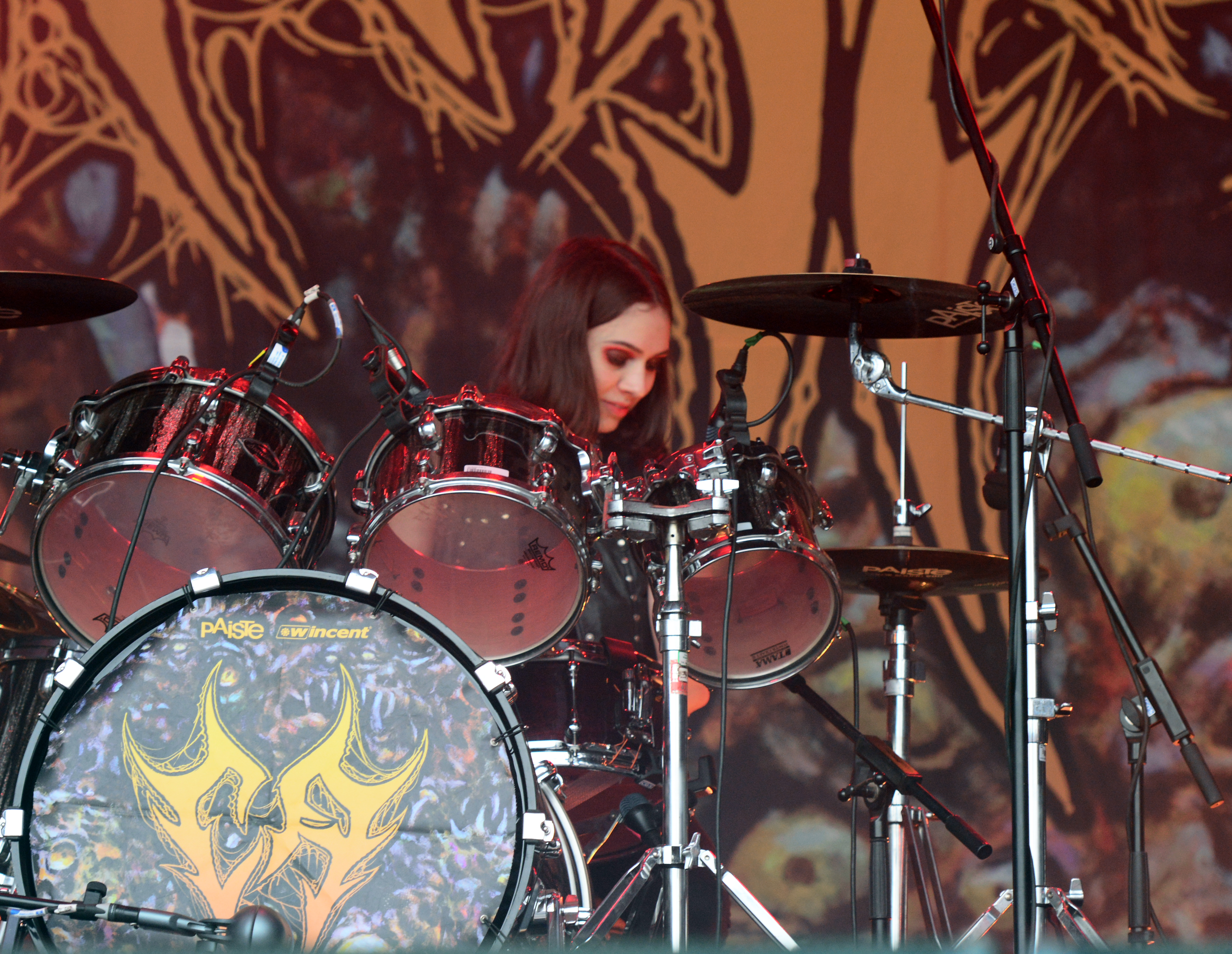
Batterista Luana Dametto

## Storia
Il 25 aprile 2020, dopo aver stretto il loro rapporto professionale, Fernanda Lira e Luana Dametto lasciano la band Nervosa. Il mese successivo, il 20 maggio, annunciarono di aver formato una band death metal, chiamata Crypta. Completarono la formazione le chitarriste Sonia "Anubis" Nusselder (ex Burning Witches e Cobra Spell) e Tainá Bergamaschi (ex-Hagbard). Nonostante l'annuncio, la band si era formata un anno prima (giugno 2019). Il 16 giugno la Napalm Records annunciò che avrebbe pubblicato l'album di debutto della band. Il primo singolo e video musicale della band pubblicato è stato per la canzone From The Ashes, sulla nota storia della fenice.
La band ha registrato il suo primo album all'inizio del 2021, al Family Mob, studio di proprietà di Jean Dolabella (Ego Kill Talent, ex-Sepultura) ed Estevam Romera. Dopo aver pubblicato tre singoli (From the Ashes il 21 aprile, Starvation l'11 maggio e Dark Night of the Soul l'8 giugno), il loro album di debutto, Echoes of the Soul, è uscito l'11 giugno 2021. È stato mixato da Arthur Rizk ( Code Orange, Power Trip ) e masterizzato da Jens Bogren ( Opeth, Dimmu Borgir, Sepultura ). La copertina è stata creata da Wes Benscoter, noto per il suo lavoro con band come Slayer, Kreator, Black Sabbath e molti altri. Il 20 novembre, i Crypta hanno tenuto il loro primo concerto, al festival Porão do Rock di Brasilia, con un pubblico sia di persona che in streaming online. Un brano inedito di Echoes of the Soul, I Resign, è stato pubblicato come singolo e video musicale il 3 marzo 2022.
Il 5 aprile 2022, attraverso i loro social network, la chitarrista dei Crypta Sonia Anubis ha annunciato di essersi separata amichevolmente dai Crypta per concentrarsi sulla sua band Cobra Spell. Il 13 aprile Jéssica di Falchi è stata annunciata come sostituta di Anubis durante i concerti e i tour già programmati della band, inclusi gli spettacoli ai festival Wacken Open Air e Rock in Rio, anche se non è stata confermata come membro ufficiale della band fino al 5 ottobre. Insieme all'annuncio dell'ingresso ufficiale di di Falchi, la band ha confermato l'uscita del loro nuovo album nel 2023.
Il 31 maggio 2023, I Crypta hanno annunciato l'uscita di Shades of Sorrow per il 4 agosto. L'annuncio è stato fatto insieme all'uscita del nuovo singolo della band dall'album, Lord of Ruins, accompagnato da un video musicale. Prima della data di uscita dell'album, furono pubblicati i singoli Trial of Traitors e The Other Side of Anger, rispettivamente il 27 giugno e il 1º agosto, insieme ai video musicali delle canzoni. In quel giorno furono coinvolti nel crollo del teatro Apollo di Belvidere a causa di un uragano che colpì la cittadina di Belvidere, nell'Illinois, distruggendo il teatro dove stavano esibendosi.

## Membri della band

### Attuali
- Fernanda Lira – basso, voce (2019-oggi)
- Luana Dametto – batteria (2019-oggi)
- Tainá Bergamaschi – chitarra ritmica/solista (2020-oggi)

### Ex
- Sonia "Anubis" Nusselder – chitarra solista (2019–2022)[17]
- Jéssica di Falchi – chitarra ritmica/solista (2022–2025)[20]

### In tournée
- Jéssica di Falchi – chitarra solista (2022)
- Elisa "Helly" Montin – batteria (2023)

## Discografia

### Album in studio
- Echoes of the Soul (2021)
- Shades of Sorrow (2023)

### Singoli
- "From the Ashes" (2021)
- "Starvation" (2021)
- "Dark Night of the Soul" (2021)
- "I Resign" (2022)
- "Lord of Ruins" (2023)
- "Trial of Traitor" (2023)
- "The Other Side of Anger" (2023)